# Schlacht um den Amba Alagi
Halai – Coatit – Senafe – Debra Ailà – Amba Alagi – Mek'elē – Adua
Der Amba Alagi ist wegen dreier Schlachten um den Amba Alagi bekannt, die dort von italienischen Verbänden gegen Truppen Äthiopiens (1895 und 1936) und des britischen Commonwealth (1941) geschlagen wurden. Der Amba Alagi, mit 3438 Metern einer der höchsten Berge Äthiopiens, liegt im Norden des Landes zwischen den Städten Dese und Mek’ele.

## Erste Schlacht um den Amba Alagi (1895)
Nach ihrem Sieg in der Schlacht von Debra Ailà waren die Italiener im Oktober 1895 bis zum Amba Alagi vorgestoßen und hatten damit ein Eingreifen des abessinischen Kaisers Menelik II. in den bis dahin auf Tigray begrenzten ersten Italienisch-Äthiopischen Krieg provoziert. Am 7. Dezember 1895 wurde der aus bis zu 2450 Soldaten bestehende italienische Militärstützpunkt von 30.000 oder 50.000 abessinischen Soldaten angegriffen. Die Italiener und ihre Askaris wehrten sich unter dem Befehl des Majors Pietro Toselli bis zur letzten Patrone und kämpften dann mit blanken Waffen gegen die abessinische Übermacht. Verstärkungen unter General Giuseppe Arimondi kamen den Italienern zu Hilfe, doch auch diese wurden von den Äthiopiern aufgerieben. Arimondi musste sich fluchtartig nach Mek’ele zurückziehen. Auf italienischer Seite überlebten kaum 200 bis 400 Soldaten.

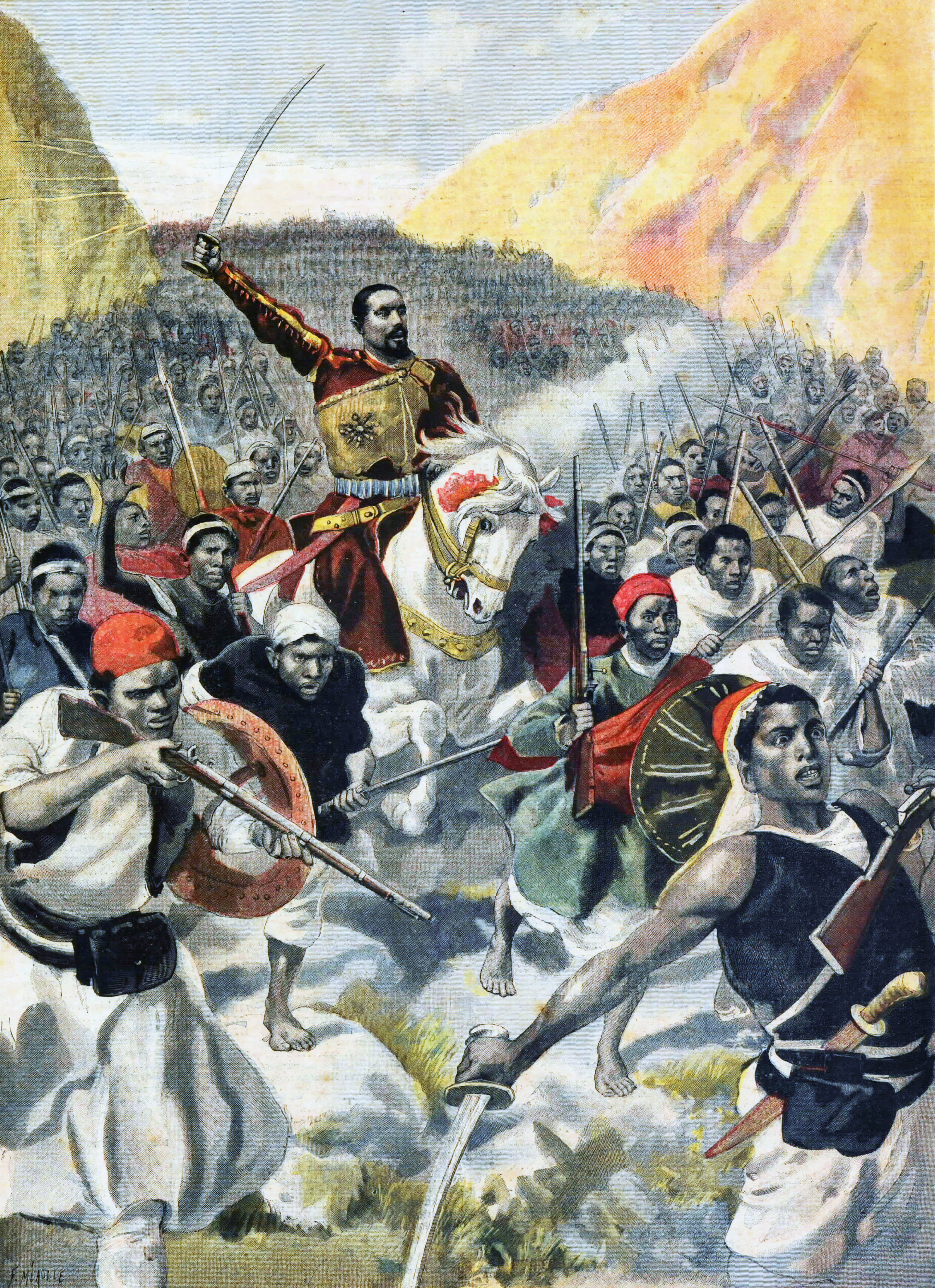
Heroisierung des Ras Makonnen in der französischen Zeitschrift "Le Petit Journal" (1895)
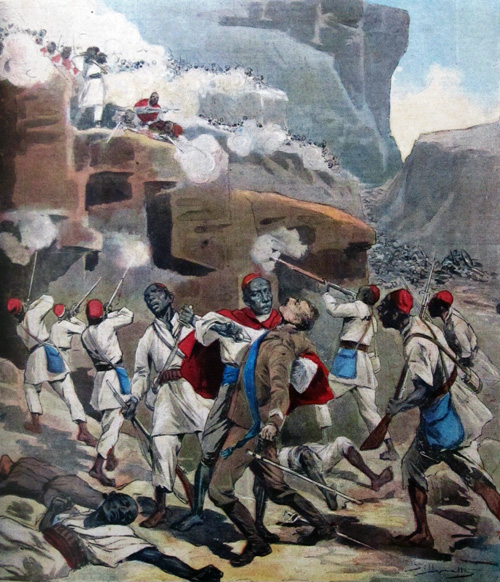
Heroisierung des Majors Pietro Toselli in der italienischen Zeitschrift "La Tribuna" (1896)
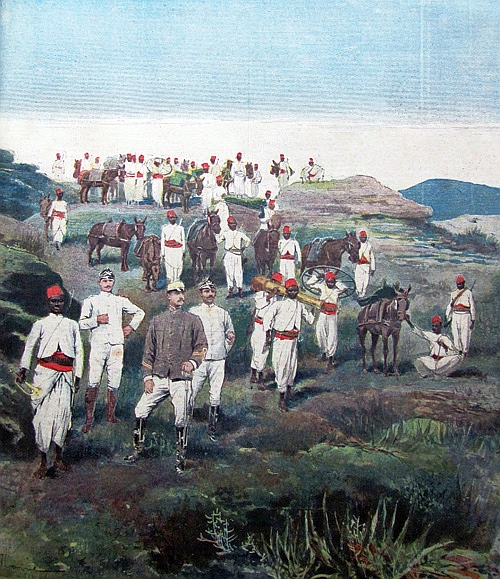
Darstellung einer Artillerie-Einheit italienischer Askari in "La Tribuna" (1896)

## Zweite Schlacht um den Amba Alagi (1936)
Beim brutalen Eroberungsfeldzug Mussolinis 1935/36 gegen Abessinien wurde der Amba Alagi im Februar 1936 von den Italienern eingenommen. Zuvor hatten sich die italienischen Truppen in der Schlacht am Bergmassiv Amba Aradam den Weg freikämpfen müssen. Am Amba Alagi selbst kam es dann nur mehr zu schwachem äthiopischen Widerstand.
Auf der Seite der italienischen Faschisten kam auch Giftgas zum Einsatz:

„Nach der sogenannten Schlacht von Amba Aradam zählte ein italienischer Hauptmann mehr als sechzehntausend hingemähte ‚Feinde‘. Sie lagen tot und halbtot dort, wo das aus der Luft verspritzte, hautverbrennende und lungenzerreißende Gas sie erreicht hatte, und wurden alle zusammen auf dem hygienischsten Wege durch Flammenwerfer beseitigt.“

## Dritte Schlacht um den Amba Alagi (1941)
Im Zweiten Weltkrieg zogen sich die italienischen Truppen im Frühjahr 1941 während des britischen Gegenangriffs im Ostafrikafeldzug unter dem Befehl des Vizekönigs Amadeus III. von Savoyen-Aosta von Addis Abeba auf das Bergmassiv um den Amba Alagi zurück. Dort wollte sich der Herzog von Aosta mit seinen 7000 Mann wie schon Toselli 1895 bis zum Äußersten verteidigen. Über das Alagi-Massiv führte eine strategisch wichtige Verkehrsachse, die auf der Passhöhe von der „Toselli-Festung“ und dem nebenan gelegenen Amba Alagi beherrscht wurde. Dort und auf den umliegenden Gipfeln des von Westen nach Osten verlaufenden Massivs verfügten die Italiener über gut ausgebaute Verteidigungsstellungen, über 40 Geschütze und Nachschub für drei Monate.
Die Verbände des britischen Generals Alan Cunningham (25.000 Commonwealth-Soldaten und 16.000 abessinische Freiwillige) begannen am 3. Mai 1941 mit einem Ablenkungsangriff auf den ganz im Osten gelegenen Falagà-Pass, wo die Einheiten des Highland-Regiments keine der italienischen Stellungen einnehmen konnten. Am folgenden Tag nahmen Einheiten der 29. indischen Brigade dank starker Artillerieunterstützung die drei westlichsten Gipfelstellungen „Pyramid“, „Whaleback“ und „Elephant“ ein. Der weitere Vormarsch des britischen Worcestershire-Regiments scheiterte am 5. Mai am italienischen Widerstand. In der Zwischenzeit war es dem 1. Bataillon des 12. Frontier-Force-Regiments gelungen, den Falagà-Pass zu überwinden und sich im Rücken der Italiener deren Amba-Alagi-Stellungen bis auf fünf Kilometer zu nähern. Ein weiterer Vormarsch scheiterte jedoch am erbitterten italienischen Widerstand.
In den folgenden Tagen trafen eine zusätzliche südafrikanische Brigade und äthiopische Freiwilligenverbände aus Dese ein, die umgehend gegen die italienischen Stellungen auf den Twin Pyramids geworfen wurden. Diese Gipfelstellungen wurden nach heftigen Gefechten eingenommen, wobei die Äthiopier fast alle überlebenden Italiener umbrachten. Dies hatte man in den umliegenden italienischen Stellungen mit Entsetzen beobachtet. Einen weiteren äthiopischen Angriff auf die angrenzende Triangle-Stellung warfen die italienischen Soldaten mit aller Macht zurück. Am 14. Mai gelang es den Südafrikanern jedoch, diesen Gipfel einzunehmen, woraufhin sich die Italiener in der Nacht zum 15. von Westen kommend auf den Amba Alagi zurückzogen. Auf der westlichen Seite war der Amba Alagi nicht befestigt, und der Verlust des Triangle-Gipfels bedeutete für die britische Führung einen entscheidenden Vorteil. Das wussten neben dem Herzog von Aosta und seinen Offizieren auch viele italienische Soldaten. Um bei der sich abzeichnenden Niederlage ein weiteres Massaker der Äthiopier an italienischen Kriegsgefangenen zu verhindern, nahm der Herzog von Aosta Kontakt zu den Südafrikanern auf, um mit ihnen über eine Einstellung der Kampfhandlungen zu verhandeln. Am 19. Mai 1941 ergaben sich die 5.000 überlebenden Italiener und Askaris nach zwei Wochen schwerer Kämpfe. Eine Ehrenformation der Commonwealth-Truppen verabschiedete die unterlegenen Gegner in die Kriegsgefangenschaft, woran man sich in Italien bis heute gern erinnert.